# World Union for Progressive Judaism

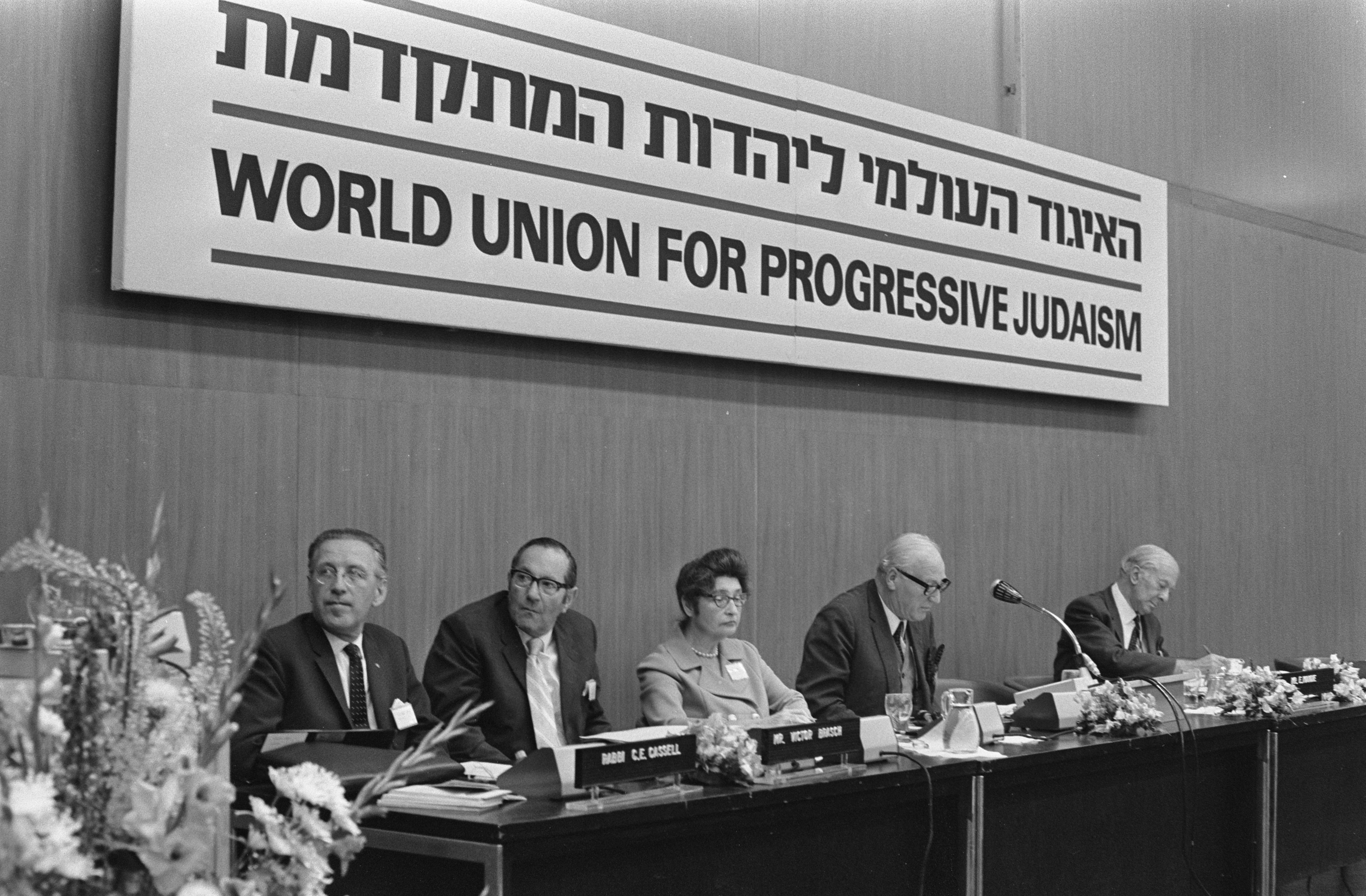
Kongress in Amsterdam (1970)

Die Weltunion für Progressives Judentum wurde 1926 in London gegründet. Sie hat ihren Sitz in Jerusalem.
Die Union vertritt nach eigenen Angaben 1,8 Millionen Juden in 50 Ländern (Stand 2024). Präsident der WUPJ ist Rabbiner Sergio Bergman (Argentinien). Zum progressiven Judentum werden das liberale Judentum gezählt, das vor allem in Nordamerika als „Reformjudentum“ bezeichnet wird, und das rekonstruktionistische Judentum, dem 2013 eine Minderheit von 65.000 Mitgliedern angehörte. Die Liberalen oder Reformer glauben an eine fortschreitende Offenbarung Gottes, an der jede Generation ihren Anteil hat. Die Rekonstruktionisten glauben an keine Offenbarung und betrachten die alten jüdischen Sitten und Bräuche als kulturelles Erbe, das erhalten bleiben muss.